# هوراس والبول
هوراس ولبول (بالإنجليزية: Horace Walpole)‏ (ع. 1717 -1745) سياسي وأديب إنجليزي، ولد في هوتون. لعب دوراً هاماً في السياسة، وسجن في برج لندن بتهمة الفساد. رأس الوزارة أكثر من عشرين سنة. عارض مشروع البحر الجنوبي، وحظي بتقدير الشعب حينما مني المشروع بالفشل. نال ثقة الملكين جورج1 وجورج2 حتى نزل عن مجده (1742) عقب الهزائم العسكرية التي أصيبت بها البلاد. أنعش اقتصاديات إنجلترا، وخفض الضرائب على الصادرات والواردات. ابنه هوراس والبول.

## حياته
قال «هذه الدنيا ملهاة لمن يفكرون، ومأساة لمن يشعرون»(19) لذلك تعلم أن يبتسم للحياة، بل أن يداعب نقرسه. وقد أرخ لجيله، ولكنه غسل يديه منه. كان ابناً لرئيس وزارة، ولكن السياسة لم تلذه. وكان يعشق النساء، من فاني بيرني إلى أرقى الغراندوقات، ولكنه أبى أن يكون له زوجة منهن، ولا خليلة (على قدر علمنا). درس الفلسفة ولكن كان رأيه في الفلاسفة أنهم لعنة القرن ومصدر إزعاجه. كاتبة وحيدة فقط أعجب بها إعحاباً بغير تحفظ لسلوكها المهذب وفنها الذي لا تكلف فيه-وتلك هي مدام دسفينييه، وهي وحدها التي حاول محاكاتها؛ وإذا كانت رسائله لم تظفر بفتنتها ورشاقتها ومرحها، فإنها غدت أكثر كثيراً من رسائلها تاريخاً يومياً حياً للعصر الذي كتبت فيه؛ ومع أنه سماها حوليات مستشفى المجاذيب (20)، فإنه كتبها بعناية، أملاً في أن يمنحه بعضها ركناً في ذاكرة الناس؛ ولا غرو، فحتى الفيلسوف الذي راض نفسه على الفناء يشق عليه الرضى بالنسيان. وكان هوراشيو (وهو اسمه الذي عمد به في 1717) أصغر أبناء خمسة ولدوا للسر روبرت ولبول، رئيس الوزارة الشجاع الذي ضحى بسمعته لأنه آثر السلام على الحرب، ولكنه لم يكد يؤذيها بإيثاره الزنا على الاكتفاء بزوجة واحدة (21). ولعل المتقولين نسبوا هوراس حيناً لأب آخر انتقاماً لزوجته الأولى، وهو كار، لورد هرفي، أخو الرجل المخنث جون، لور هرفي الإكورثي-الذي اتهم السر روبرت بمحاولة إغواء الليدي هرفي (22). وفي هذه المسائل من التعقيد ما لا يسمح بإصدار الحكم عليها في الحاضر، وحسبنا أن نقول أن هوراس نشئ دون أن يرميه أقاربه بنسب منحرف. وقد عامله رئيس الوزراء بما يعامل به الرجل المشغول ولده من عدم المبالاة، أما أمه فقد «دللته» (كما يروى) بـ «ولع شديد»(23)وكان صبياً رائع الحسن، يلبس لباس الأمراء، ولكنه كان هشاً خجولاً، حساساً كأنه بنت. وحين ماتت أمه (1737) خشي كثيرون أن يموت الفتى ذو العشرين ربيعاً حزناً عليها. وسرى عنه السر روبرت بوظائف حكومية شريفة تفي بنفقات ولده على الثياب الفاخرة، والعيش الأنيق، ومجموعة التحف الغالية وأضمر هوراس الخصومة لأبيه إلى آخر حياته، ولكنه كان يدافع عن سياسته دائماً.
وحين بلغ العاشرة أرسل إلى إيتن حيث تعلم اللاتينية والفرنسية وصادق الشاعر جراي. وفي السابعة عشرة التحق بكنجز كولدج بكمبردج، وهناك تعلم الإيطالية وتشرب الربوبية من كونيرز مدلتن. وفي الثانية والعشرين انطلق مع جراي في رحلة يجوبان فيها إيطاليا وفرنسا دون ان ينال درجة جامعية. وبعد أن طوفا قليلاً استقر خمسة عشر شهراً في فيلا بفلورنسة ضيفين على القائم بالأعمال البريطاني السر هوراس مان. ولم يلتق ولبول ومان بعدها قط، ولكنهما ظلا يتراسلان طوال الخمس والأربعين السنة التالية (1741-85). وفي ريدجو اميليا تشاجر جراي وولبول، لأن هوراس كان قد دفع كل نفقات إقامتهما، ولم يستطع الشاعر أن يغتفر مظاهر الاحترام الشديد التي كان يختص بها ابن الرجل الذي يحكم إنجلترا. ولام هوراس نفسه على هذا الوضع وهو يستحضر تلك الفترة «كنت صغيراً جداً، شديد الولع بملاهيّ... شديد الانتشاء بالتدليل، والغرور، وغطرسة منصبي.. بحيث تعذر علي الاهتمام والإحساس بمشاعر شخص حسبته أدنى مني مقاماً، شخص يخجلني أن أقول إنني كنت أعرف أنه مدين لي بفضل»(24). وافترقا، وكاد ولبول يموت من الندم أو من التهاب اللوزتين المتقيح، ورتب رحلة العودة لجراي. ثم تصالحا في 1745، وطبعت معظم قصائد جراي في مطبعة ولبول بستروزي هل. وجلس ولبول في هذه الفترة إلى الرسامة روزاليا كاربيرا لتصويره في لوحة جميلة بالباستيل. وقبل أن يصل ولبون إلى إنجلترا (12 ديسمبر 1741) كان قد أنتخب عضواً في البرلمان. وهناك ألقى خطاباً متواضعاً لم يجد فتيلاً ضد المعارضة التي كانت جادة في إنهاء عهد وزارة أبيه الطويل الرخي. وظل يعاد انتخابه بانتظام حتى 1767 حين انسحب مختاراً من ميدان السياسة النشيطة. وكان بوجه عام يؤيد برنامج الهوجز التحرري: يقاوم توسيع السلطة الملكية، ويوصي بحل وسط مع ولكس، ويندد بالرق (1750) قبل أن يولد ولبرفورس بتسع سنين. وقد عارض في تحرير الكاثوليك الإنجليز سياسياً بحجة أن «البابويين والحرية نقيضان»(25). ورفض حجة الأمريكيين ضد قانون الدمغة (26)، ولكنه دافع عن مطالبة المستعمرات الأمريكية بالحرية، وتنبأ بأن أوج الحضارة القادم سيكون في أمريكا (27). وكتب (1786) يقول «من غير ميكيافللي يستطيع الزعم بأن لنا ظل حق في شبر من الأرض في الهند؟»(28)وقد أبغض الحرب، فلما أفلح الإخوان مونجولفييه في الطيران بالبالون لأول مرة (1783) تنبأ في فزع بانتشار الحرب إلى الجو وكتب يقول «أرجو ألا تكون هذه الشهب الميكانيكية غير لعب للعلماء أو العاطلين، وألا تحول إلى آلات تدمير للنوع الإنساني، كما هي الحال في كثير من الأحيان في تحسينات العلم أو كشوفه»(29).
ثم قرر أن ينفق وقته في الريف حين وجد نفسه في الأغلب الأعم يقف مع الجانب الخاسر. وعليه ففي 1747 استأجر خمسة أفدنة وبيتاً صغيراً قرب تويكنام. وبعد عامين اشترى هذا الملك، وحول البناء إلى الطراز القوطي الحديث-كما رأينا. وفي هذه القلعة التي طبعها بطابع القصر الوسيط جمع شتى التحف المتفردة فناً أو تاريخاً، وما لبث أن استحال بيته متحفاً يحتاج إلى قائمة بمحتوياته. ووضع في حجرة مطبعة، وطبع فيها أربعة وثلاثين كتاباً بما فيها كتبه طباعة أنيقة. وقد طلع على القراء-من ستروبري في أكثر الأحايين-بخطاباته الباقية إلى اليوم وعددها 3.601 وكان له مائة صديق، تشاجر معهم كلهم تقريباً، ثم تصالح، وكان لطيفاً بقدر ما سمح به مزاجه العصبي المرهف. وكان يخرج الخبز واللبن كل يوم للسناجيب التي تتودد إليه. وكان يرعى وظائفه الشرفية ويسعى للمزيد منها، ولكن حين فصل ابن خاله هنري كونواي من وظيفته اقترح ولبول أن يقتسم دخله معه. وكان فيه ألف عيب، حشدها ماكولي بتفصيل كثير في مقال ذكي جائر. لقد كان ولبول مغروراً، نقياً، كتوماً، هوائياً، فخوراً بأجداده، مشمئزاً من أقاربه. وكانت فكاهته تنحو إلى الهجاء المقذع. وقد حمل إلى قبره، وفي التواريخ التي كتبها، احتقاره لكل الذين شاركوا في خلع أبيه. وكثيراً ما عنف في تحامله، كما نرى في أوصافه لليدي بومفريت (30) أو الليدي ماري ورتلي منتجيو (31). وقد نحا به جسده الهش إلى طبيعة تشبه طبيعة الهاوي السطحي. وإذا كان ديدرو، في عبارة سانت بوف المنيرة، أكثر الفرنسيين جميعاً ألمانية، فإن ولبون كان أكثر الإنجليز جميعاً فرنسية.
وكان صريحاً شجاعاً في الإعراب عن ميوله وآرائه غير المألوفة؛ ففرجل في رأيه مضجر، ومن باب أولى رتشاردسن وستيرن. وقال عن دانتي أنه «مثودي في مستشفى المجاذيب»(32) وتظاهر بأنه يحتقر كل المؤلفين، وأصر كما أصر كنجريف على أنه يكتب كما يكتب جنتلمان لمزاجه، لا كأديب أجير يعتمد على تسويق كلامه. ومن ثم نراه يكتب لهيوم قائلاً: «أنت تعلم أننا في إنجلترا نقرأ كتب المؤلفين ولكن ندر أن نعبأ بهم أو لعلنا لا نعبأ بهم إطلاقاً. ونحن نراهم قد نالوا جزاء كافياً إذا راجت كتبهم، ثم نتركهم بالطبع لكلياتهم وانغمارهم، وبهذه الطريقة لا يزعجنا غرورهم وسلاطتهم... وأنني، وأن أحد المؤلفين، يجب أن أعترف بأن هذا المسلك كعقول جداً، لأننا في الحق قبيل لا نفع فيه إطلاقاً»(33). ولكنه هو أيضاً. باعترافه-كان مؤلفاً، مغروراً مفرط الإنتاج. وإذ أحس الضجر في قلعته، فقد راح ينقب في الماضي كأنه يبغي الغوص بجذور عقله في أغنى طبقات تربته. فوضع «كتالوجاً بمؤلفي إنجلترا الملكيين والنبلاء» (1758)-فنبلهم يغتفر لهم اشتغالهم بالتأليف، ورجال من الطراز الأول مثل بيكون وكلارندن يمكن أن يكونوا أهلاً لأن يسلكوا في هذه الطائفة. وطبع ثلاثمائة نسخة وزع معظمها هدايا، وغامر درسلي بطبعة من ألفي نسخة، فبيعت بسرعة، وجاءت لوبول بشهرة لا بد أنها جعلته ينكس رأسه خجلاً. ثم ضاعف خزيه بخمسة مجلدات عن «نوادر عن التصوير في إنجلترا» (1762-71) وهي تصنيف شائق ظفر بتقريظ من جبون. ثم ألف رواية غرامية تحت للعصر الوسيط كأنه يتخفف من هذه التآليف العلمية المجهدة، واسم الرواية «قلعة أوترانتو» (1764)، وقد أصبحت أما لألف قصة تروي عجائب وأحوالاً خارقة. وقد جمع بين الأسرار الغامضة والتاريخ في «الشكوك التاريخية حول حياة الملك رتشارد الثالث وملكه» فذهب كما ذهب آخرون بعده إلى أن رتشارد قد اخترت عليه الرواية المتواترة وشكسبير؛ وقد وصف هيوم وجبون حججه بأنها غير مقنعة، ولكن ولبول راح يرددها حتى مماته. ثم تحول إلى أحداث عرفها معرفة خبير، فكتب مذكرات عن حكمي جورج الثاني وجورج الثالث، وهي مذكرات منيرة ولكنها متحيزة، نظر فيها إلى جيله بمنظار أسود لأنه كان حبيس تغرضاته: «وزراء غادرون، وأدعياء للوطنية، وبرلمانات مسايرة، وملوك غير معصومين»(34). «أنني أرى وطني يسير إلى الخراب، وما من إنسان فيه من العقل ما يحمله على إنقاذه»(35) وقد كتب هذا الكلام عام 1768، حين كان شاتام قد خلق لتوه الإمبراطورية البريطانية. وبعد أربعة عشر عاماً، حين بدا أن الملك واللورد نورث سيد مرانها، خلص ولبول إلى هذه النتيجة «أننا منحطون انحطاطاً تاماً في كل ناحية، وهذا في ظني حال كل الدول المتهاوية»(36)وبعد جيل هزمت الجزيرة الصغيرة نابليون. وقد بدا النوع الإنساني كله لولبول معرض وحوش «فيه حيوانات قميئة، قصيرة الأجل... مضحكة»(37)ولم يجد في الدين أي عزاء. وقد أيد الكنيسة الرسمية لأنها تساند الحكومة التي تدفع له رواتبه الشرفية ولكنه لم يخف أنه ملحد (38)«بدأت أرى أن الحماقة مادة، ولا يمكن تدميرها. فإذا قضيت على شكلها، اتخذت شكلاً آخر»(39). وظن في استطاعته العثور على شيء يحفزه في فرنسا (سبتمبر 1765). وفتحت له كل الأبواب، فرحبت به مدام دودفان بديلاً عن دالمبير. وكانت في الثامنة والستين، وولبول في الثامنة والأربعين، ولكن فارق السن اختفى حين التقت روحهما المتقاربتان في تبادل رقيق اليأس. وسرها أن تجد ولبول موافقاً على معظم ما قاله فولتير، ولكنه يود لو أحرق حياً ليمنعه من قوله، لأنه كان يرتعد فرقاً حين يفكر فيما يحيق بحكومات أوروبا إذا انهارت المسيحية. وقد انتقص من قدر فولتير، ولكنه سخر من روسو. وهذه الرحلة إلى باريس هي التي كتب فيها الخطاب الذي زعم أن كتابه هو فردريك الأكبر، ويدعو روسو للذهاب إلى برلين والاستمتاع بالمزيد من الاضطهادات. «لقد انتشرت النسخ كأنها الحريق، وهأنذا أصبحت موضة سرت في المجتمع»(40) وقد خلف هيوم شخصية تتهافت عليها الصالونات. وتعلم أن يحب إثارة باريس المرحة القاسية، ولكن كان عزاء له أن يجد «الفرنسيين أحقر منا نحن (الإنجليز) عشر مرات»(41).

## النهاية
وبعد أن عاد إلى وطنه (في أبريل 1766) بدأ تراسله الطويل مع مدام دودفان. وسنرى فيما بعد كيف أقلقه الخوف من أن تجعله محبتها له هزءاً، ومع ذلك فأغلب الظن أن رغبته في أن يراها من جديد هي التي حملته على العودة إلى باريس في 1767 و1769 و1771 و1775. وقد أنساه حبها عمره، غير أم موت جراي (30 يوليو 1771) ذكره بفنائه هو. ولكنه أدهش نفسه بأن عمر حتى 1797. ولم تكن له هموم مالية، فدخله في 1784 كان 8.000 جنيه (200.000 دولار؟) في السنة (42)، وفي 1796 ورث لقب اللورد أكسفورد. ولكن النقرس الذي أبتلى به منذ كان في الخامسة والعشرين ظل ينغص عليه عيشه إلى النهاية. ونقرأ أن كتلاً متجمعة من «الطباشير» كانت أحياناً تتفجر من أصابعه (43). وبات هزيلاً معوق الحركة في سنواته الأخيرة، وأقتضت حالته أن يحمله الخدم أحياناً من حجرة إلى حجرة، ولكنه واصل العمل والكتابة، وكان الزوار إذا ألموا به يعجبون لبريق الاهتمام في عينيه، وليقظة مجمالاته، ومرح حديثه، ونشاط ذهنه وصفائه. وكان كبار القوم يلمون به كل يوم تقريباً ليروا بيته المشهور ومجموعة تحفه المتنوعة، ومنهم هانا مور في 1786، والملكة شارلوت في 1795. ولكن رحيله عن هذه الدنيا لم يكن في ستروبري هل، بل في بيته اللندني بميدان باركلي، وكان ذلك في 2 مارس 1797 في عامه الثمانين. ويبدو أنه كان نادماً على احتواء مذكراته ورسائله لكثير من الفقرات اللاذعة، لذلك أمر بأن تحبس مخطوطاته في صندوق لا يفتح «حتى يطالب بفتحه ايرل ولد جريف الأول عند بلوغه الخامسة والثلاثين»(44) وعليه لا تنشر المذكرات إلا في عام 1822 أو بعده، حين يكون كل الذين قد يتأذون منها قد فارقوا الحياة. وقد نشرت بعض الرسائل في 1778، ومزيد منها في 1818 و1820 و1840 و1857... وفي العالم القارئ للإنجليزية طولاً وعرضاً رجال ونساء قرأوا كل كلمة وردت في تلك الرسائل، وهم يقدرونها فيما يقدرون من أبهج ما خلفه القرن المنير من تراث.

## روابط خارجية
- هوراس والبول على موقع الموسوعة البريطانية (الإنجليزية)
- هوراس والبول على موقع قاعدة بيانات برودواي على الإنترنت (الإنجليزية)
- هوراس والبول على موقع إن إن دي بي (الإنجليزية)